# Grafton (thị trấn), Wisconsin
Grafton là một thị trấn thuộc quận Ozaukee, tiểu bang Wisconsin, Hoa Kỳ. Năm 2010, dân số của thị trấn này là 3.920 người.